# Léopold Hounkanrin
Léopold Hounkanrin – beniński lekkoatleta, sprinter, uczestnik Letnich Igrzysk Olimpijskich 1980.
Podczas Letnich Igrzysk Olimpijskich 1980 wystąpił w biegu na 400 metrów. Rozpoczął on eliminacje w wyścigu nr 2. Wówczas (startując z toru nr 2) uzyskał czas 51,04, i zajął 6. miejsce, co nie dało mu awansu do biegów ćwierćfinałowych (w łącznej klasyfikacji pierwszej rundy zajął 47. miejsce na 50 startujących).